# Prizoniera dragostei
Prizoniera dragostei (titlu original: A Free Soul) este un film american „Pre-Code” din 1931 regizat de Clarence Brown. Rolurile principale au fost interpretate de actorii Norma Shearer, Leslie Howard, Lionel Barrymore și Clark Gable. Pentru rolul din acest film, Lionel Barrymore a câștigat Premiul Oscar pentru cel mai bun actor.'

## Distribuție
- Norma Shearer ca Jan Ashe
- Leslie Howard ca Dwight Winthrop
- Lionel Barrymore ca Stephen Ashe
- Clark Gable ca Ace Wilfong
- James Gleason ca Eddie
- Lucy Beaumont ca Grandma Ashe